# Meandro (fiume)
Il Meandro (dal greco Μαίανδρος; oggi in turco Büyük Menderes) è un fiume della Turchia, che scorre nell'Anatolia occidentale (provincia di Afyonkarahisar) fino a sfociare nel mar Egeo, dove un tempo sorgeva la colonia greca di Mileto, dopo aver percorso 529 km.
In Turchia si distingue il Grande Meandro (Büyük Menderes) dal Piccolo Meandro (Küçük Menderes) che, lungo 140 km, sfociava più a nord, dove un tempo sorgeva la città ionia di Efeso.
Il suo corso è caratterizzato da numerose sinuosità; questa circostanza ha dato origine al termine "meandro" comunemente usato per contraddistinguerle.
Sulle sue rive sorge il tempio di Artemide Leucofriene della polis di Magnesia.
Il suo corso è tagliato dalla diga di Adıgüzel.

## Mitologia e fonti storiche
Il nome deriverebbe da Meandro, un personaggio della mitologia greca che si uccise proprio gettandosi nel fiume.
Il fiume nasceva vicino al palazzo di Ciro a Celene, in Frigia. La regione delle sue sorgenti è legata anche al mito di Marsia, punito da Apollo per la sua hýbris, dimostrata nell'aver sfidato Apollo in un agone. Con il nome di Marsia, infatti, era noto un affluente del Meandro, sorgente in prossimità della reggia di Artaserse, sotto l'acropoli di Celene.
Il fiume è identificato come il fiume denominato Scamandro presso la Troia omerica.
Corrisponde probabilmente al fiume Astarpa menzionato in resoconti ittiti del XIV secolo a.C.